# Monumentul de la Guruslău

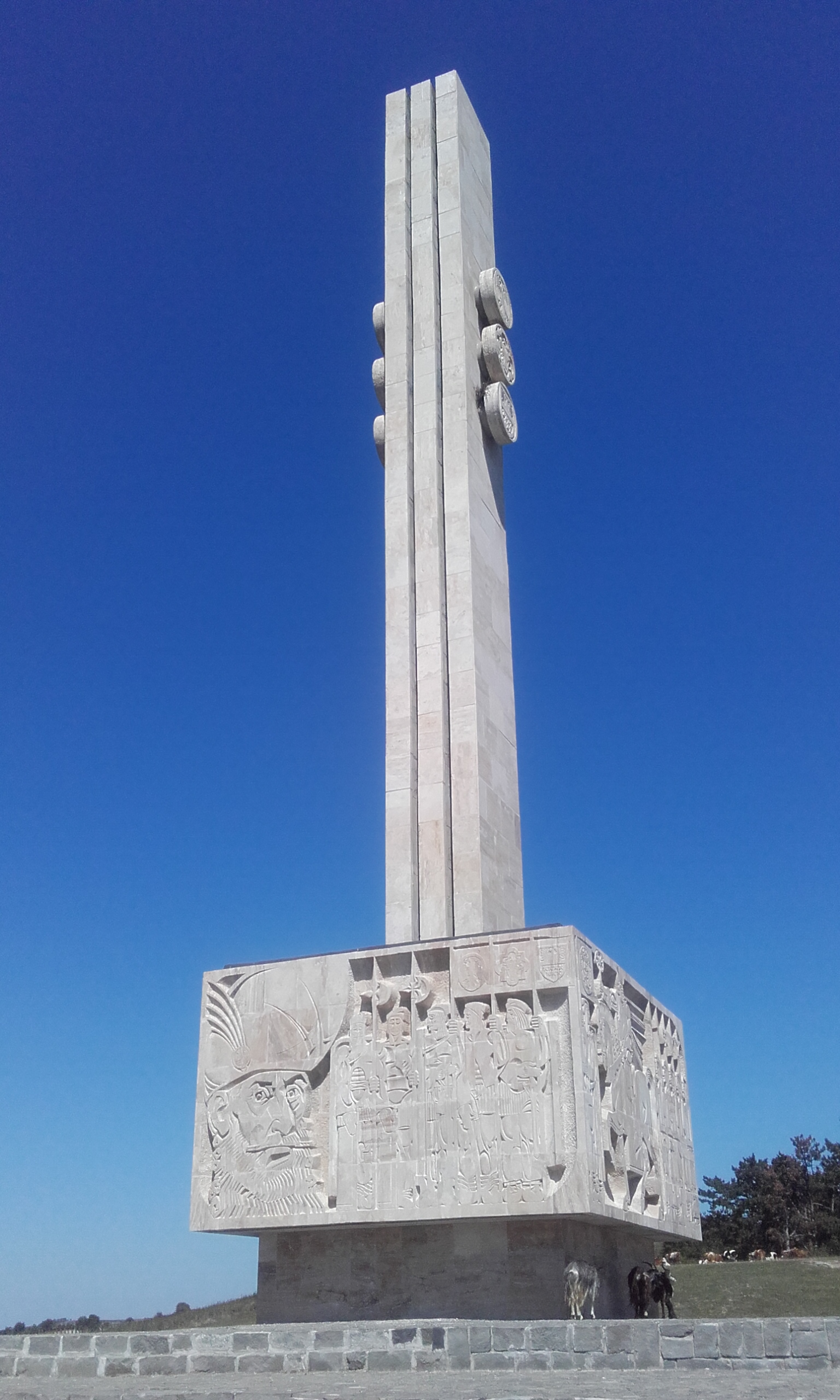
Monumentul de la Guruslău

Monumentul de la Guruslău (județul Sălaj) este ridicat pe dealul Guruslăului, la 12 kilometri de municipiul Zalău, la 2 km de drumul european E81, în cinstea victoriei lui Mihai Viteazul din 3 august 1601, ultima victorie înainte de asasinarea sa, la 9 august 1601, pe câmpia Turzii, la 3 km sud de Turda, unde voievodul valah l-a învins pe Sigismund Báthory.
Monumentul, inaugurat la 21 octombrie 1976, este o reconstrucție, într-o formă mai impozantă, a monumentului înalt de 10 m, ridicat în 1928 pe colina din apropierea localității, și demolat în 1941 de autoritățile maghiare, care au luat Transilvania de Nord, prin Dictatul de la Viena.
Actualul monument este construit din beton armat și travertin și are înălțimea de 26 de metri.
Pe soclu sunt dăltuite în piatră scene din luptele lui Mihai Viteazul iar deasupra se înalță obeliscul, format din 3 lame paralele, reprezentand cele trei țări române, în exterior spre partea superioară fiind aplicate și stemele respective.
Edificiul, realizat în 1976 de sculptorul Victor Gaga (n. 1930 - d. 2003), se află pe lista monumentelor istorice sub codul LMI:  SJ-III-m-B-05155.